# Ludowy Komisariat Marynarki Wojennej ZSRR
Ludowy Komisariat Marynarki Wojennej ZSRR (ros. Народный Комиссариат Военно-Морского Флота CCCP, НКВМФ) – jeden z urzędów centralnych w Związku Radzieckim, odpowiednik ministerstwa, który w okresie od 30 grudnia 1937 do 25 lutego 1946 nadzorował marynarkę wojenną.
Komisariat powstał na bazie Zarządu Marynarki Wojennej Armii Czerwonej, który był częścią Ludowego Komisariatu Obrony ZSRR (ros. Народный Комиссариат Обороны CCCP).
W skład Komisariatu wchodziły m.in.: Sztab Główny Marynarki, Zarząd Polityczny (Główny Zarząd Propagandy Politycznej, Główny Zarząd Polityczny), szereg głównych i centralnych zarządów, samodzielnych wydziałów i innych organów. Komisariat zniesiono w związku z tworzeniem Ludowego Komisariatu Sił Zbrojnych ZSRR.

## Ludowi Komisarze
- 1937–1938 – Piotr Smirnow (Пётр Александрович Смирнов)
- 30.06.1938-08.09.1938 - p.o. Piotr Smirnow-Swietłowskij (Пётр Иванович Смирнов-Светловский) (faktycznie I zastępca w okresie od 1938 do 1939)
- 1938–1939 – Michaił Frinowski (Михаил Петрович Фриновский)
- 1939–1946 – Nikołaj Kuzniecow (Николай Герасимович Кузнецов)

## Siedziba
Siedziba komisariatu mieściła się w Moskwie przy ul. Frunzego 19, obecnie ul. Znamienka (ros. Знаменка), w budynku znanym jako „Dom na Znamience”, zajmowanym wraz z Ludowym Komisariatem Obrony (ros. Народный Комиссариат Обороны CCCP, НКО). Budynek, zaprojektowany przez arch. Francesco Camporesi, był zbudowany w 1792 dla gen. S.S. Apraksina. Przez lata pełnił różne funkcje, m.in. siedziby domu dziecka dla sierot po oficerach (ros. Александрийский сиротский институт), Szkoły Wojskowej (ros. Александровское военное училище), Rewolucyjnej Rady Wojskowej (ros. Реввоенсовет), Ludowego Komisariatu Obrony, Ministerstwa Obrony.